# Karl Nördlinger
Karl Nördlinger (* 1812; † 24. Januar 1896 in Ludwigsburg) war ein deutscher Kupferstecher.
Karl Nördlinger wurde als ältester Sohn des Julius Simon von Nördlinger und seiner Ehefrau Carolina Wilhelmine Johanna, geb. Duttenhofer geboren. Er erhielt seine Ausbildung an der Schule der Schönen Künste in Stuttgart und an der Akademie in München. Dort widmete er sich auch der Malerei. Eine Studienreise führte ihn nach Paris und Brüssel, wo er bei dem italienischen Kupferstecher Luigi Calamatta arbeitete. Einflüsse Calamattas insbesondere in der Motivwahl lassen sich über längere Zeit in Nördlingers Werk nachweisen. Mit dem Werk Porträt von Raphael in seiner Jugend war er offenbar an der Exposition universelle von 1855 in Paris beteiligt. Nördlinger porträtierte vor allem Familienmitglieder. Zeitweise lehrte er an der Kunstakademie in Stuttgart. Mehrere Bilder und Kupferstiche Nördlingers wurden 1972 dem Reutlinger Heimatmuseum übergeben.